# Serie A 1928-1929
L'edizione 1928-1929 della Serie A svizzera vide la vittoria finale del Young Boys.

## Novità
Non ci sono retrocessioni ne promozioni in quanto gli spareggi "retrocessioni/promozioni" sono stati vinti dalle squadre di Serie A.

## Formula
Partecipano 27 squadre suddivise in tre gironi all'italiana composti da 9 squadre ciascuno. Due punti alla vittoria, un punto al pareggio, zero punti alla sconfitta. In caso di arrivo a pari merito si procede ad uno o più spareggi. Le squadre vincenti di ciascun girone si affrontano in una fase finale composta da un girone a tre squadre per stabilire la squadra campione del torneo. Le ultime squadre classificate di ogni girone affrontano le tre squadre pretendenti alla promozione provenienti dal campionato "Serie Promozione", per stabilire promozioni e/o retrocessioni.

## Squadre partecipanti
| Club              | Città      | Stadio                | Stagione precedente  |
| ----------------- | ---------- | --------------------- | -------------------- |
| Blue Stars Zurigo | Zurigo     | Hardturm Stadion      | 4º nel Girone Est    |
| Brühl             | San Gallo  |                       | 8º nel Girone Est    |
| Chiasso           | Chiasso    | Campo di via Comacini | 6º nel Girone Est    |
| Grasshoppers      | Zurigo     | Hardturm Stadion      | Campione di Svizzera |
| Lugano            | Lugano     | Campo Marzio          | 3º nel Girone Est    |
| San Gallo         | San Gallo  | Stadio Espenmoos      | 7º nel Girone Est    |
| Winterthur        | Winterthur | Schützenwiese         | 9º nel Girone Est    |
| Young Fellows     | Zurigo     | Hardturm Stadion      | 2º nel Girone Est    |
| Zurigo            | Zurigo     | Stadio Letzigrund     | 5º nel Girone Est    |

### Classifica finale
|  | Pos. | Squadra           | Pt | G  | V  | N | P  | GF | GS | DR  |
|  | ---- | ----------------- | -- | -- | -- | - | -- | -- | -- | --- |
|  | 1.   | Grasshoppers      | 29 | 16 | 14 | 1 | 1  | 66 | 24 | +42 |
|  | 2.   | Lugano            | 22 | 16 | 10 | 2 | 4  | 46 | 26 | +20 |
|  | 3.   | Blue Stars Zurigo | 21 | 16 | 10 | 1 | 5  | 33 | 37 | -4  |
|  | 4.   | Chiasso           | 17 | 16 | 7  | 3 | 6  | 29 | 30 | -1  |
|  | 5.   | Brühl             | 14 | 16 | 6  | 2 | 8  | 32 | 32 | 0   |
|  | 6.   | Zurigo            | 14 | 16 | 6  | 2 | 8  | 34 | 38 | -4  |
|  | 7.   | Young Fellows     | 14 | 16 | 5  | 4 | 7  | 30 | 39 | -9  |
|  | 8.   | San Gallo         | 7  | 16 | 2  | 3 | 11 | 22 | 52 | -30 |
|  | 9.   | Winterthur        | 6  | 16 | 3  | 0 | 13 | 27 | 41 | -14 |

Legenda:

      Ammesso alla fase finale per il titolo di campione di Svizzera.
 Va agli spareggi per la retrocessione/promozione.
Note:

Due punti a vittoria, uno a pareggio, zero a sconfitta.

### Tabellone
| Girone est        | BLS  | BRÜ | CHI | GRA | LUG | SGA | WIN | YFZ | ZUR |
| Blue Stars Zurigo |      | 2-1 | 4-1 | 1-0 | 2-4 | 5-2 | 5-3 | 2-1 | 4-2 |
| Brühl             | 4-0  |     | 3-1 | 1-3 | 4-1 | 4-1 | 2-1 | 0-2 | 1-2 |
| Chiasso           | 2-1  | 3-1 |     | 2-2 | 2-0 | 4-2 | 3-1 | 2-3 | 4-2 |
| Grasshoppers      | 11-0 | 7-2 | 3-1 |     | 4-2 | 5-3 | 4-0 | 5-4 | 2-0 |
| Lugano            | 7-0  | 0-0 | 5-1 | 1-5 |     | 3-0 | 6-1 | 3-3 | 5-1 |
| San Gallo         | 0-2  | 2-1 | 2-2 | 0-4 | 1-4 |     | 2-1 | 1-1 | 0-4 |
| Winterthur        | 0-2  | 2-1 | 0-1 | 2-3 | 1-2 | 7-3 |     | 8-2 | 2-3 |
| YF Zurigo         | 0-0  | 3-3 | 1-0 | 3-4 | 0-1 | 2-0 | 2-1 |     | 1-5 |
| Zurigo            | 2-4  | 2-4 | 0-0 | 2-4 | 1-2 | 3-3 | 1-0 | 4-2 |     |

## Squadre partecipanti
| Club              | Città    | Stadio               | Stagione precedente    |
| ----------------- | -------- | -------------------- | ---------------------- |
| Aarau             | Aarau    | Stadion Brügglifeld  | 4º nel Girone Centrale |
| Basilea           | Basilea  | Landhof-Stadium      | 3º nel Girone Centrale |
| Berna             | Berna    | Stadion Neufeld      | 5º nel Girone Centrale |
| Concordia Basilea | Basilea  | Stadio Concordia     | 7º nel Girone Centrale |
| Grenchen          | Grenchen | Stadion Brühl        | 6º nel Girone Centrale |
| Nordstern         | Basilea  | Stadion Rankhof      | 2º nel Girone Finale   |
| Old Boys Basilea  | Basilea  | Schützenmatte        | 8º nel Girone Centrale |
| Soletta           | Soletta  | Stadion FC Solothurn | 9º nel Girone Centrale |
| Young Boys        | Berna    | Wankdorfstadion      | 2º nel Girone Centrale |

### Classifica finale
|  | Pos. | Squadra           | Pt | G  | V | N | P | GF | GS | DR  |
|  | ---- | ----------------- | -- | -- | - | - | - | -- | -- | --- |
|  | 1.   | Young Boys        | 21 | 16 | 8 | 5 | 3 | 34 | 22 | +12 |
|  | 2.   | Basilea           | 20 | 16 | 8 | 4 | 4 | 48 | 32 | +16 |
|  | 3.   | Nordstern         | 18 | 16 | 8 | 2 | 6 | 46 | 32 | +14 |
|  | 4.   | Berna             | 18 | 16 | 8 | 2 | 6 | 29 | 29 | 0   |
|  | 5.   | Concordia Basilea | 17 | 16 | 8 | 1 | 7 | 33 | 30 | +3  |
|  | 6.   | Grenchen          | 14 | 16 | 6 | 2 | 8 | 20 | 24 | -4  |
|  | 7.   | Old Boys Basilea  | 13 | 16 | 5 | 3 | 8 | 29 | 32 | -3  |
|  | 8.   | Soletta           | 12 | 16 | 5 | 2 | 9 | 34 | 49 | -15 |
|  | 9.   | Aarau             | 11 | 16 | 4 | 3 | 9 | 26 | 49 | -23 |

Legenda:

      Va allo spareggio per il primo posto.
 Va allo spareggio retrocessione/promozione.
Note:

Due punti a vittoria, uno a pareggio, zero a sconfitta.
In caso di pari punti si va allo spareggio, non conta la differenza reti.

### Tabellone
| Girone centro     | AAR | BAS | BER | CON | GRE | NOR | OLB | SOL | YUB |
| Aarau             |     | 2-2 | 3-5 | 1-0 | 1-0 | 4-3 | 1-1 | 7-3 | 0-1 |
| Basilea           | 9-2 |     | 3-0 | 1-4 | 3-1 | 1-0 | 7-3 | 0-5 | 2-2 |
| Berna             | 1-0 | 3-5 |     | 5-0 | 2-0 | 1-1 | 1-0 | 1-0 | 2-1 |
| Concordia Basilea | 3-0 | 1-1 | 5-2 |     | 0-4 | 3-0 | 3-0 | 1-2 | 5-2 |
| Grenchen          | 2-1 | 0-4 | 1-2 | 3-1 |     | 3-0 | 0-0 | 1-3 | 0-0 |
| Nordstern         | 8-1 | 2-1 | 2-0 | 1-4 | 3-0 |     | 3-4 | 9-3 | 4-1 |
| Old Boys Basilea  | 6-0 | 2-2 | 3-2 | 1-2 | 0-1 | 1-3 |     | 4-1 | 1-2 |
| Soletta           | 3-1 | 2-7 | 1-1 | 4-0 | 1-3 | 6-4 | 1-2 |     | 2-2 |
| Young Boys        | 2-2 | 3-0 | 4-1 | 4-0 | 3-1 | 1-1 | 3-1 | 3-0 |     |

## Squadre partecipanti
| Club               | Città             | Stadio                 | Stagione precedente  |
| ------------------ | ----------------- | ---------------------- | -------------------- |
| Bienne             | Bienne            | Stadion Gurzelen       | 3º nel Girone Finale |
| Cantonal Neuchâtel | Neuchâtel         | Stadio Cantonal        | 9º nel Girone Ovest  |
| Étoile Carouge     | Carouge           | Stade de La Fontenette | 3º nel Girone Finale |
| Étoile-Sporting    | San Gallo         | Stade Les Foulets      | 4º nel Girone Ovest  |
| Friburgo           | Friborgo          | Stadio Saint-Léonard   | 7º nel Girone Ovest  |
| La Chaux-de-Fonds  | La Chaux-de-Fonds | Stade de la Charrière  | 6º nel Girone Ovest  |
| Losanna            | Losanna           | Stade de la Pontaise   | 5º nel Girone Ovest  |
| Servette           | Ginevra           | Stade des Charmilles   | 2º nel Girone Ovest  |
| Urania Ginevra     | Ginevra           | Stade de Frontenex     | 8º nel Girone Finale |

### Classifica finale
|  | Pos. | Squadra            | Pt | G  | V  | N | P  | GF | GS | DR  |
|  | ---- | ------------------ | -- | -- | -- | - | -- | -- | -- | --- |
|  | 1.   | Urania Ginevra     | 26 | 16 | 13 | 0 | 3  | 50 | 18 | +32 |
|  | 2.   | Bienne             | 23 | 16 | 10 | 3 | 3  | 53 | 26 | +27 |
|  | 3.   | Étoile-Sporting    | 23 | 16 | 10 | 3 | 3  | 50 | 27 | +23 |
|  | 4.   | Servette           | 16 | 16 | 7  | 2 | 7  | 43 | 37 | +6  |
|  | 5.   | Cantonal Neuchâtel | 15 | 16 | 6  | 3 | 7  | 23 | 36 | -13 |
|  | 6.   | Étoile Carouge     | 14 | 16 | 5  | 4 | 7  | 33 | 45 | -12 |
|  | 7.   | Losanna            | 11 | 16 | 5  | 1 | 10 | 46 | 47 | -1  |
|  | 8.   | La Chaux-de-Fonds  | 11 | 16 | 4  | 3 | 9  | 21 | 36 | -15 |
|  | 9.   | Friburgo           | 5  | 16 | 2  | 1 | 13 | 25 | 72 | -47 |

Legenda:

      Ammesso alla fase finale per il titolo di campione di Svizzera.
 Va agli spareggi per la retrocessione/promozione.
Note:

Due punti a vittoria, uno a pareggio, zero a sconfitta.

### Tabellone
| Girone ovest       | BIE | CAN | ECA | ESP | FRI  | LCF | LOS | SER | URA |
| Bienne             |     | 6-0 | 7-2 | 3-3 | 11-0 | 5-1 | 2-0 | 3-1 | 1-7 |
| Cantonal Neuchâtel | 2-2 |     | 3-1 | 1-0 | 3-1  | 1-1 | 1-4 | 2-0 | 1-2 |
| Étoile Carouge     | 2-0 | 2-2 |     | 3-3 | 2-2  | 2-2 | 5-2 | 1-3 | 1-5 |
| Étoile-Sporting    | 2-2 | 2-0 | 1-3 |     | 4-1  | 5-2 | 2-1 | 7-2 | 6-1 |
| Friburgo           | 2-3 | 4-3 | 1-2 | 1-2 |      | 2-1 | 2-9 | 2-7 | 1-3 |
| La Chaux-de-Fonds  | 0-2 | 1-0 | 2-0 | 2-4 | 4-2  |     | 0-2 | 3-3 | 0-1 |
| Losanna            | 3-4 | 1-2 | 5-6 | 3-4 | 6-3  | 1-2 |     | 3-3 | 3-1 |
| Servette           | 0-2 | 1-2 | 2-1 | 0-4 | 9-1  | 3-0 | 6-2 |     | 0-2 |
| Urania             | 1-0 | 8-0 | 5-0 | 2-1 | 3-0  | 3-0 | 4-1 | 2-3 |     |

## Girone finale
| Ginevra 9 giugno 1929 | Urania Ginevra | 0 – 0 | Young Boys |  |

| Zurigo 16 giugno 1929 | Grasshoppers | 3 – 0 | Urania Ginevra |  |

| Berna 30 giugno 1929 | Young Boys | 2 – 1 | Grasshoppers |  |

### Classifica finale
|  | Pos. | Squadra        | Pt | G | V | N | P | GF | GS | DR |
|  | ---- | -------------- | -- | - | - | - | - | -- | -- | -- |
|  | 1.   | Young Boys     | 3  | 2 | 1 | 1 | 0 | 2  | 0  | +2 |
|  | 2.   | Grasshoppers   | 2  | 2 | 1 | 0 | 1 | 3  | 2  | +1 |
|  | 3.   | Urania Ginevra | 1  | 2 | 0 | 1 | 1 | 0  | 3  | -3 |

Legenda:

      Campione Svizzero di Serie A 1928-1929.
Note:

Due punti a vittoria, uno a pareggio, zero a sconfitta.

## Spareggi retrocessione/promozione

### Spareggio zona est
| Winterthur 16 giugno 1929 | Winterthur | 3 – 0 | Töss |  |

| Töss 23 giugno 1929 | Töss | 1 – 1 | Winterthur |  |

### Spareggio zona centro
| Aarau 16 giugno 1929 | Aarau | 4 – 0 | Lucerna |  |

| Lucerna 23 giugno 1929 | Lucerna | 4 – 0 | Aarau |  |

#### Spareggio finale
| Ginevra 30 giugno 1929 | Aarau | 2 – 0 | Lucerna |  |

### Spareggio zona ovest
| Friburgo 28 luglio 1929 | Friburgo | 4 – 2 | Stade Lausanne |  |

| Losanna 4 agosto 1929 | Stade Lausanne | 3 – 1 | Friburgo |  |

#### Spareggio successivo
| Ginevra 11 agosto 1929 | Friburgo | 3 – 2 | Stade Lausanne |  |

## Verdetti finali
- Young Boys Campione di Svizzera 1928-1929.
- Winterthur, Aarau e Friburgo restano in Serie A.